# Fundu Herții
Fundu Herții – wieś w Rumunii, w okręgu Botoszany, w gminie Cristinești. W 2011 roku liczyła 559 mieszkańców.